# Johann Wilhelm Lehr
Johann Wilhelm Lehr (* 30. März 1893 in Wiesbaden; † 6. Dezember 1971 in Oberseelbach) war ein deutscher Architekt. In Wiesbaden zählte er zu den Begründern des Neuen Bauens.

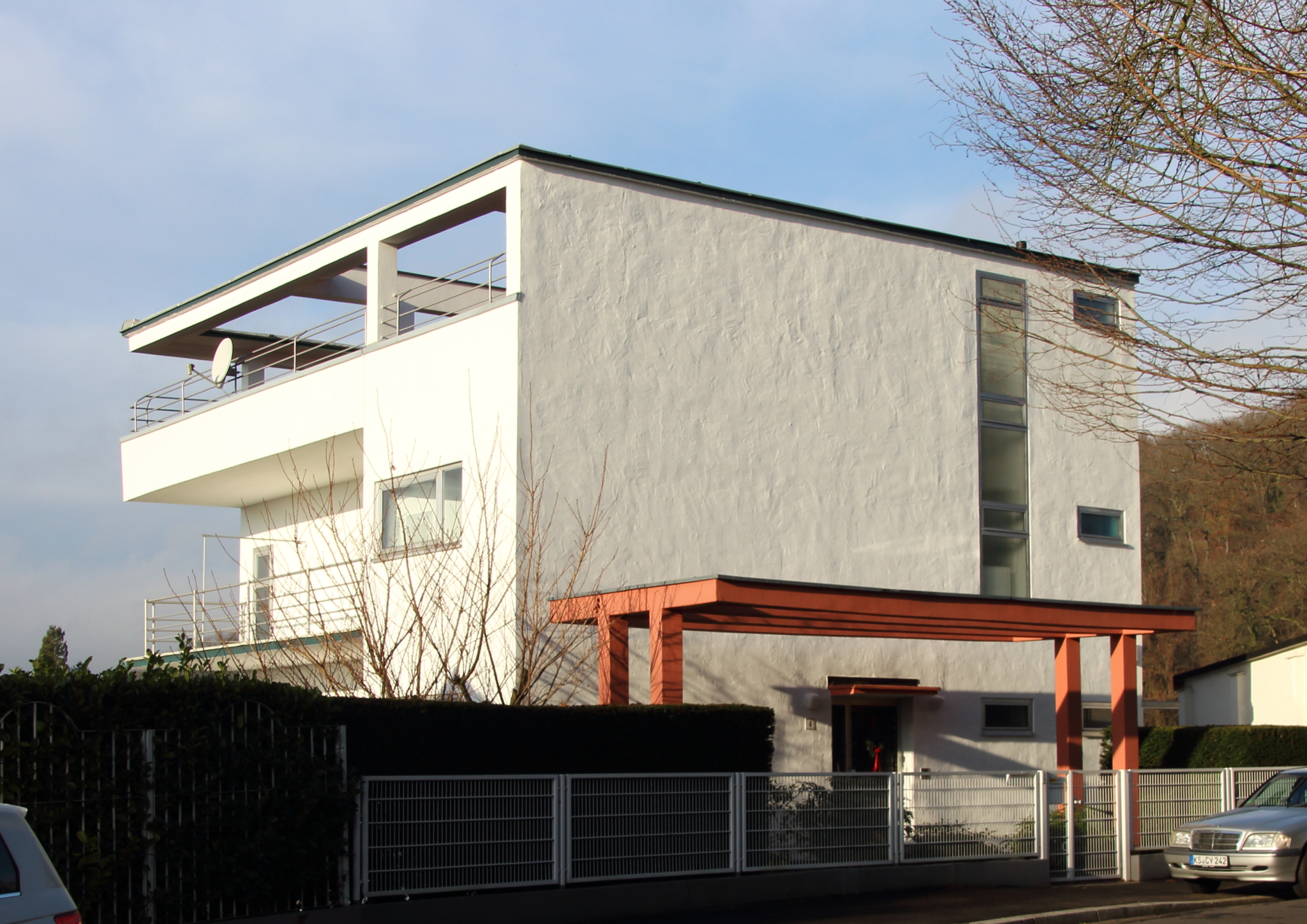
Haus Hoffmann in Wiesbaden, Straßenseite

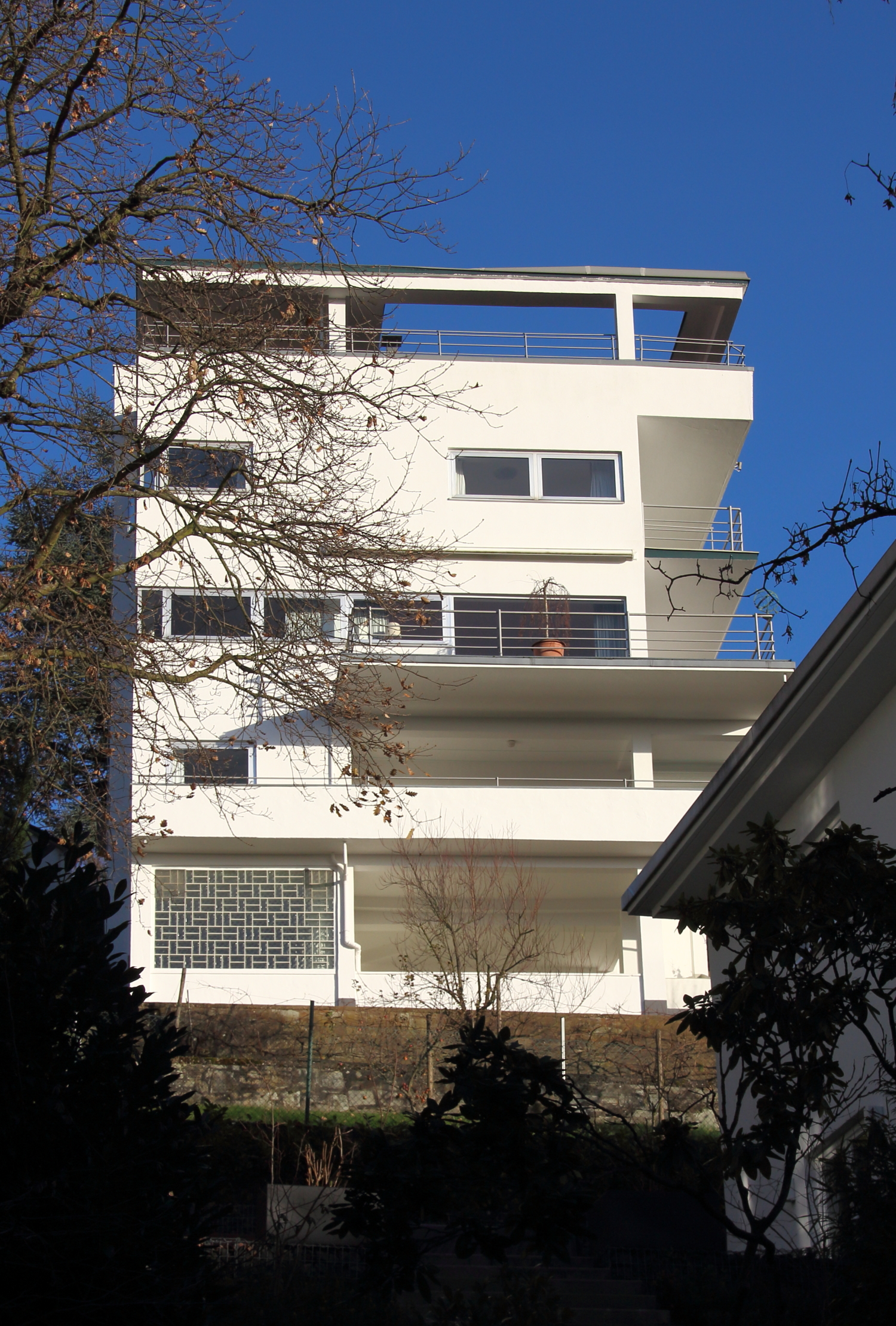
Haus Hoffmann, Talseite

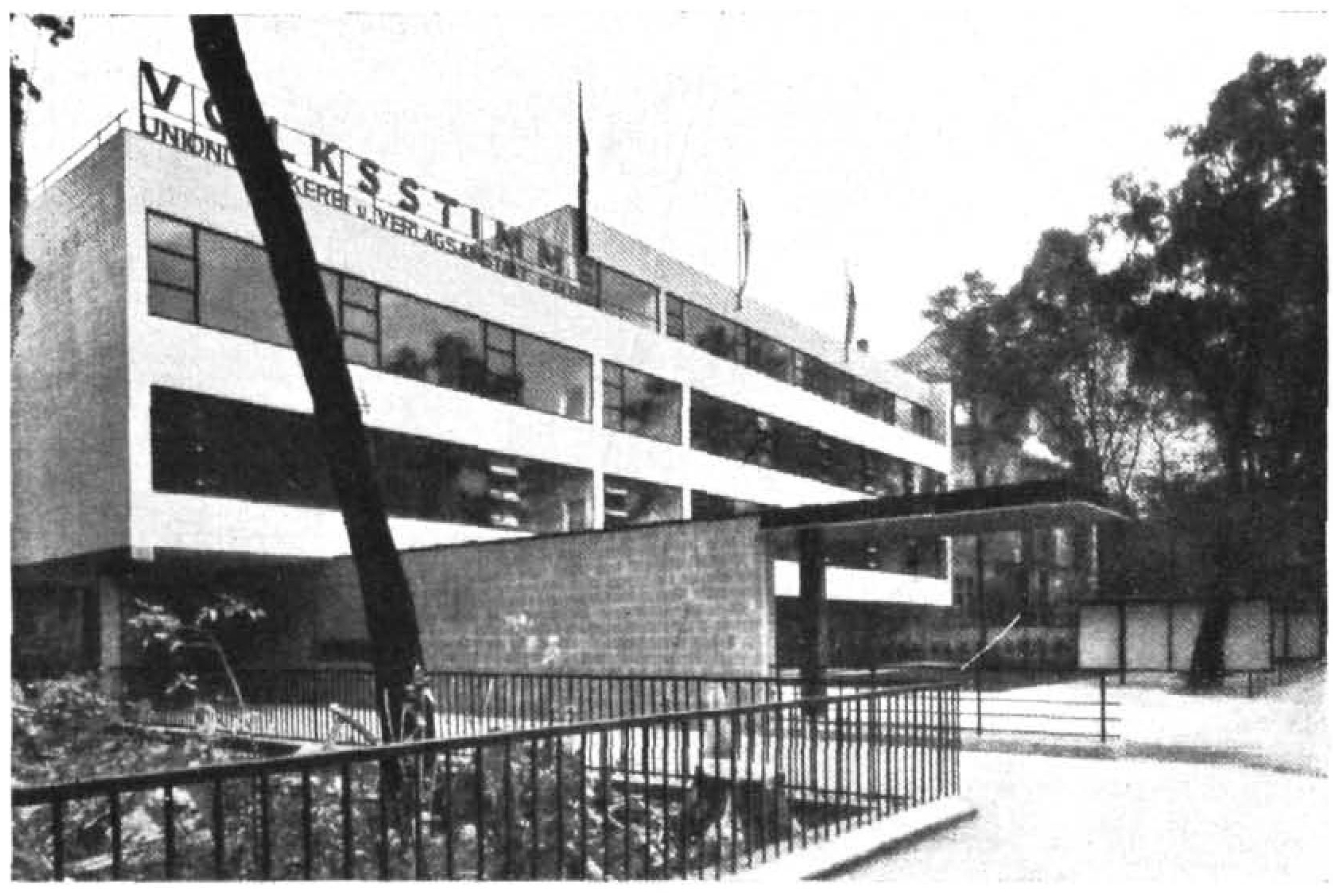
Verwaltungsgebäude der Volksstimme in Frankfurt am Main

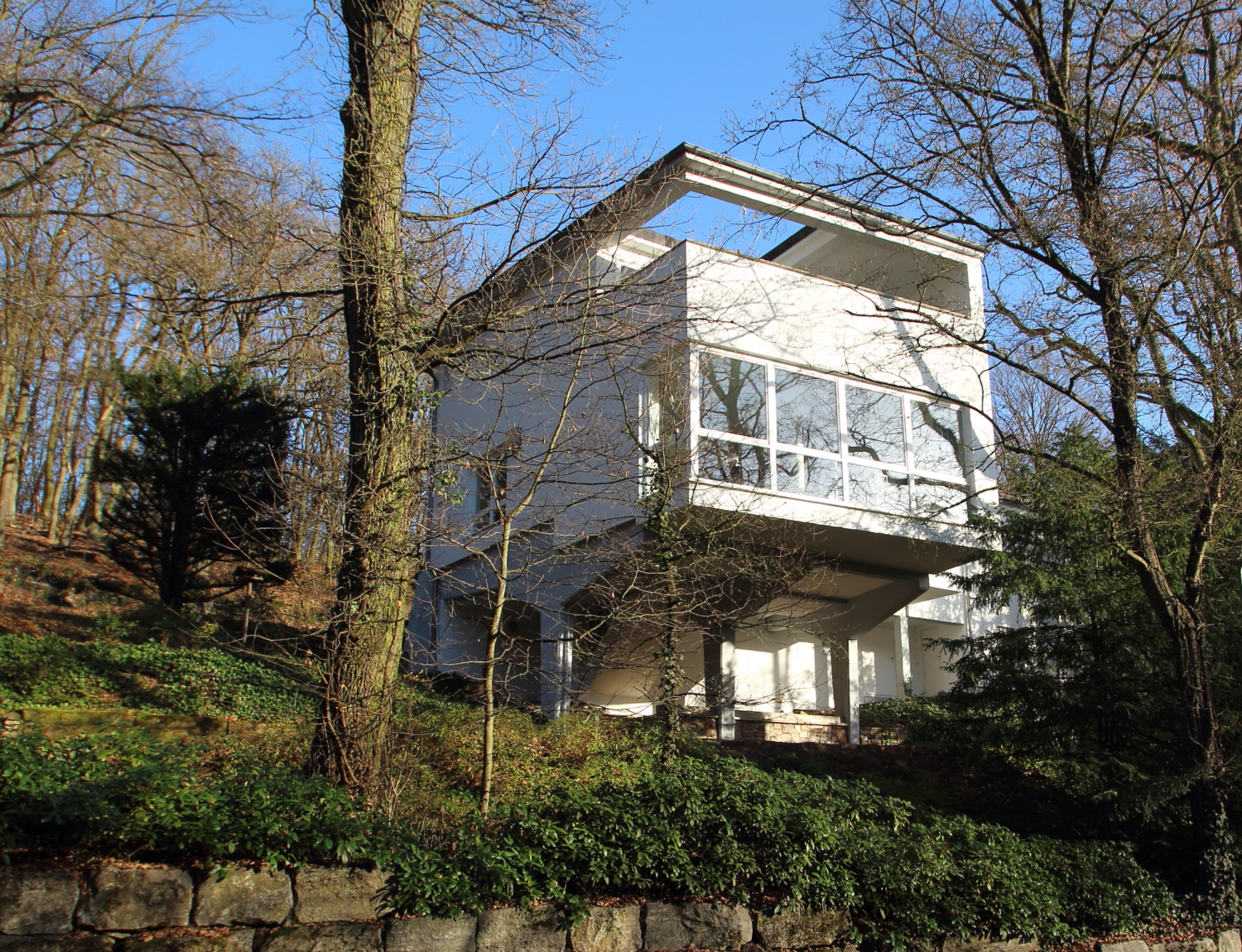
Haus Kampschulte in Wiesbaden

## Leben
Geboren 1893 in Wiesbaden, studierte Lehr von 1909 bis 1912 an der Baugewerkschule Idstein. Bedingt durch den Ersten Weltkrieg und die schwierige Nachkriegszeit bekam Lehr erst 1927 seinen ersten großen Auftrag: Für den Essener Generaldirektor Franz Hoffmann sollte er in Wiesbaden eine Villa entwerfen. Von der Straßenseite rein funktionell gehalten, öffnet sich das Haus über fünf Geschosse zum Nerotal hin. In moderner Skelettbauweise ausgeführt, entspricht das Haus mit seinen großzügigen Fensterbändern, umlaufenden Balkonen sowie einer Dachterrasse Lehrs Verlangen nach „Licht, Luft, Bewegung, Öffnung“ in der Architektur. In der vom Historismus geprägten Kurstadt Wiesbaden blieb Haus Hoffmann neben Haus Ryder, erbaut 1923 von Ludwig Mies van der Rohe, und Haus Harnischmacher, erbaut 1932 von Marcel Breuer, lange Zeit einzigartig unter den konservativen Neubauten dieser Zeit. Das Haus steht heute unter Denkmalschutz.
In Frankfurt am Main baute Lehr 1929 für die Union-Druckerei- und Verlagsanstalt GmbH, den Verlag der sozialdemokratischen Tageszeitung Volksstimme, ein Verwaltungsgebäude an der Bockenheimer Landstraße. Das Gebäude wurde ebenfalls in Skelettbauweise errichtet und zeichnete sich durch seine klare kubische Formensprache und neueste Technik aus. Mit Drahtglas umkleidete Eisenstützen trugen das Haus. Große Fensterbänder sowie Zwischenwände aus Glas ließen viel Tageslicht an die Arbeitsplätze. Die Fassade war mit vertikal verlegten Fliesen in gebrochenem Weiß gestaltet, die einseitig geschlossene, langgestreckte Überdachung des Eingangsbereichs grau mit markanten orange-farbenen Säulen. Dort wurden in Schaukästen Zeitungsseiten ausgehängt. Ein Foto des Gebäudes fand Eingang in Henry-Russell Hitchcocks 1930 veröffentlichtem Werk The International Style, Architecture since 1922. Dieser als Lehrs bedeutendstes Werk geltender Bau wurde im Zweiten Weltkrieg zerstört.
Der Architekt Hugo Häring trug Lehr 1930 eine Mitgliedschaft in der Vereinigung Der Ring an, der führende Architekten des Neuen Bauens wie Walter Gropius, Ernst May und Ludwig Mies van der Rohe angehörten.
1931 versuchte Lehr, in der Sowjetunion seine Ideen zu verwirklichen, kam aber bereits 1932 wieder nach Wiesbaden zurück. Nach dem Krieg war Lehr mit Heinz E. Mohri (1908–1997) in einem gemeinsamen Architekturbüro tätig.
In den folgenden Jahren entwarf Lehr in Wiesbaden mehrere private Wohnhäuser, unter anderem 1936/37 das Haus Bredow für Hans Bredow in der Lanzstraße 23. Um Schwierigkeiten mit der örtlichen Baubehörde zu vermeiden, entstanden moderne Bauten unter Walm- oder Satteldächern.
Mit dem Gebäude des Sportgeschäfts Schaefer schuf Lehr 1949 das erste moderne Geschäftshaus in der Innenstadt Wiesbadens. Das durch An- und Umbauten stark verunstaltete Gebäude wurde 2014 wieder weitgehend in den Erbauungszustand versetzt.
Ein weiteres in Wiesbaden erhaltenes Werk Lehrs ist das 1960 entstandene Haus Kampschulte: Ein weiß verputzter Kubus mit vertikalem Fensterband, der, gestützt auf drei Stahlbetonrahmen, über dem abfallenden Grundstück zu schweben scheint. In dieses Spätwerk flossen alle von Lehr entwickelten Gestaltungselemente ein.
In den 1960er Jahren zog Lehr sich aus dem Berufsleben zurück.

## Bauten
- 1921–1922: Kriegergedächtniskapelle in Waldernbach (unter Denkmalschutz)[8]
- 1927: Wohnhaus für Franz Hoffmann in Wiesbaden, Herzogsweg 4 (unter Denkmalschutz)[9][10]
- 1929: Verwaltungsgebäude der Union-Druckerei- und Verlagsanstalt GmbH in Frankfurt am Main, Bockenheimer Landstraße 136–138 (kriegszerstört)
- 1936/37: Haus Bredow, Lanzstraße 23 (unter Denkmalschutz)[11]
- 1936/37: Doppelwohnhaus in Wiesbaden, Lanzstraße 25/27 (unter Denkmalschutz)[12]
- 1949: Geschäftshaus Sporthaus Schaefer in Wiesbaden, Langgasse 17
- 1960: Wohnhaus Kampschulte in Wiesbaden, Höhenstraße 32
- 1961: Wohnhaus Eberhard Freiherr Schenk zu Schweinsberg in Wiesbaden, Pfahlerstraße (unter Denkmalschutz)

## Johann-Wilhelm-Lehr-Plakette

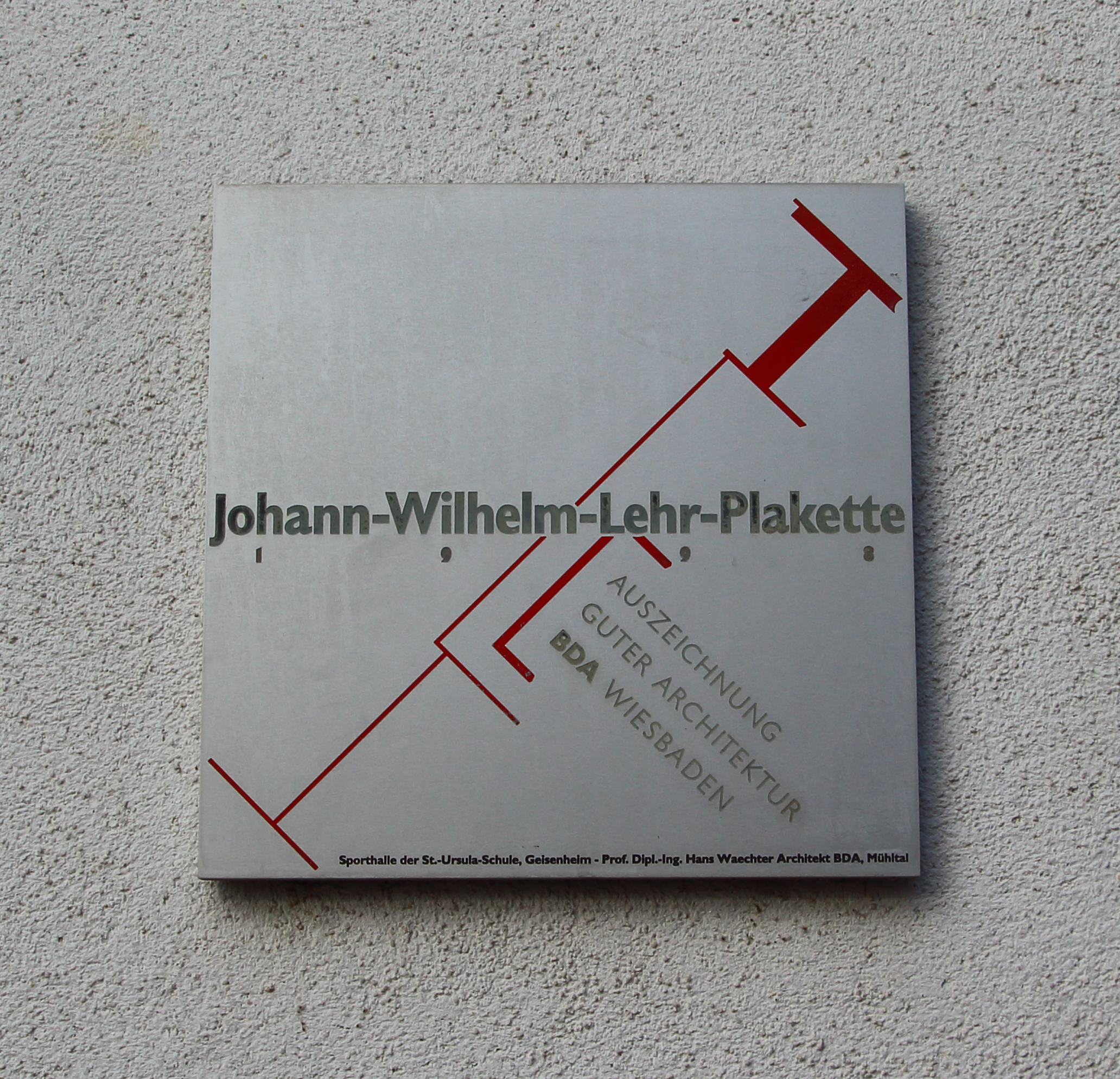
Johann-Wilhelm-Lehr-Plakette für den Architekten Hans Waechter aus Mühltal für seine 1995 erbaute Turnhalle der St. Ursula-Schule in Geisenheim

Die Ortsgruppe Wiesbaden des Bundes Deutscher Architekten (BDA) vergibt alle fünf Jahre die nach Lehr benannte Johann-Wilhelm-Lehr-Plakette für ausgezeichnete Architektur in Hessen, so die Autobahnkirche Medenbach. Ziel ist es, beispielhafte Architektur der Öffentlichkeit bekannt zu machen. Die Auszeichnung richtet sich an Bauherren und Architekten.